# Zamek Ostrężnik

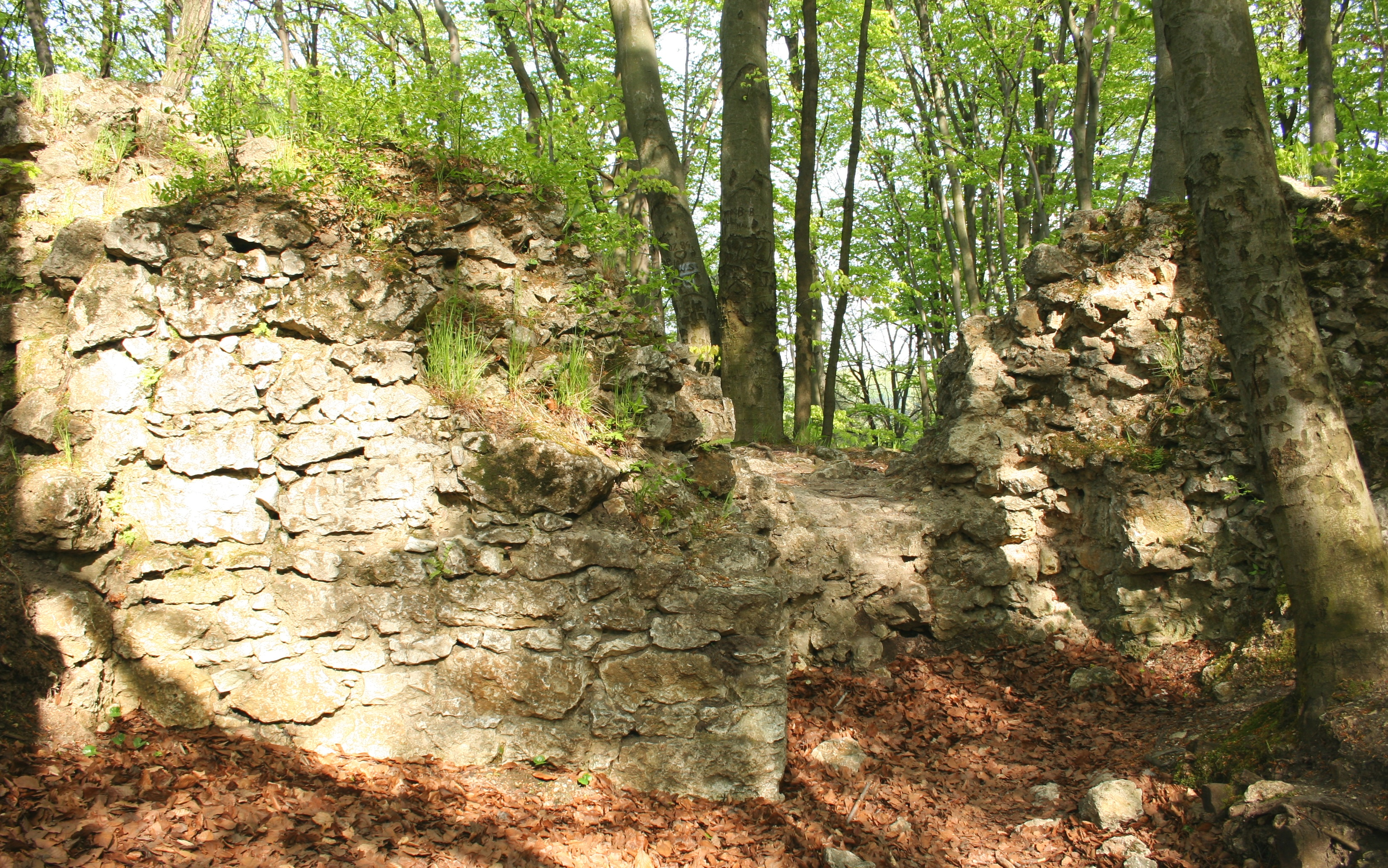
Fragment muru na zamku w Ostrężniku

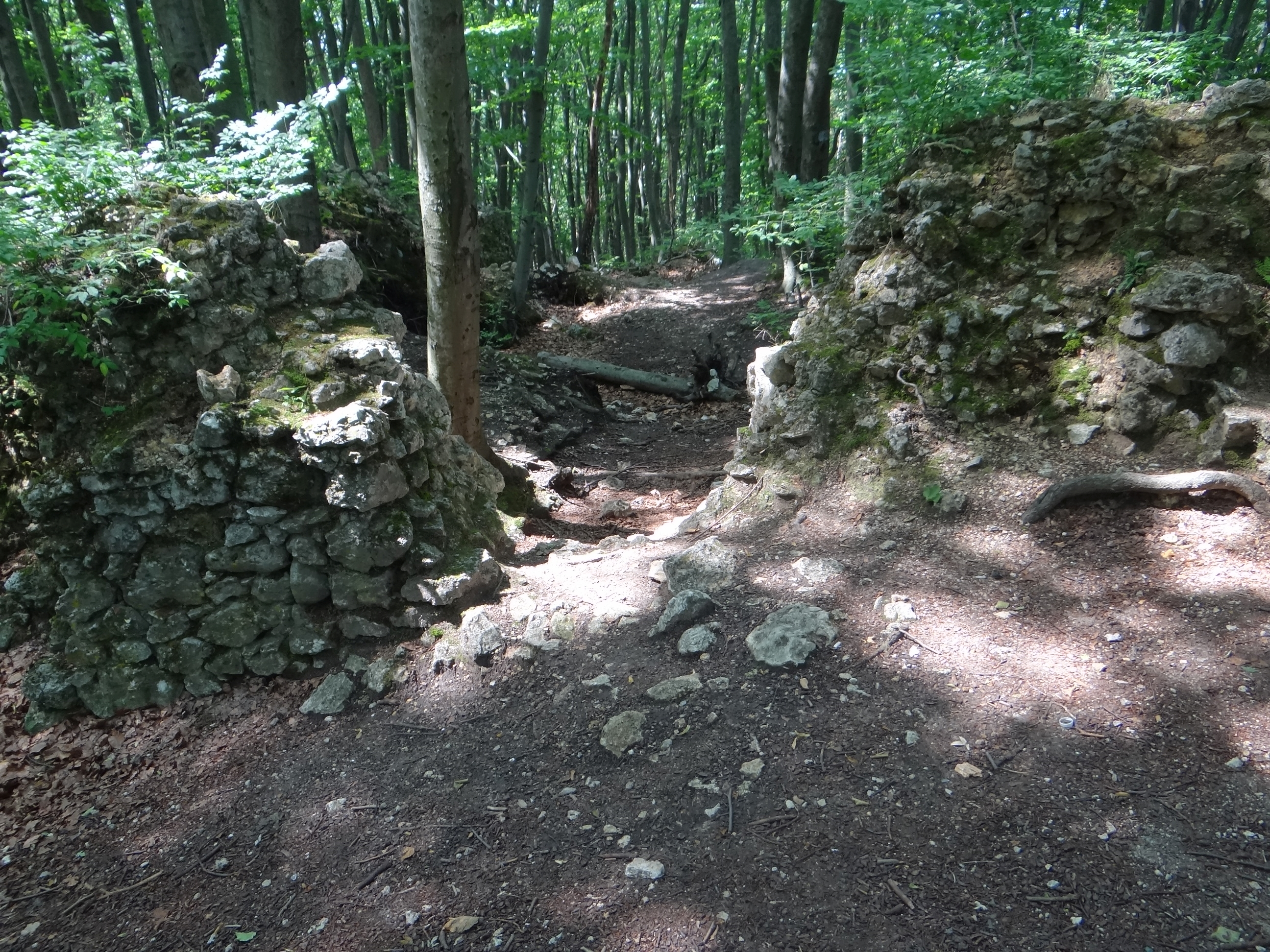
Ruiny murów zamkowych w Ostrężniku

Zamek Ostrężnik – dawny zamek, obecnie w ruinie, znajdujący się w pobliżu niewielkiej osady Ostrężnik, na południe od drogi wojewódzkiej nr 793 łączącej Janów i Żarki, w odległości ok. 6 km od Janowa. Ruiny znajdują się na szczycie skały Ostrężnik w lesie na wzgórzu (380 m n.p.m.). Administracyjnie należy do wsi Siedlec.

## Historia
O istnieniu zamku nie zachowały się niemal żadne informacje w kronikach. Według badań archeologicznych z lat 2000–2003 (Stanisław Kołodziejski) przypuszcza się, że zamek ten wzniesiono na początku XIV wieku prawdopodobnie z inicjatywy Jana Muskaty, biskupa i starosty krakowskiego. Brak późniejszych warstw kulturowych pozwala przypuszczać, że zamek mógł nie zostać ukończony (ujawniono pryzmy kamienia do budowy) lub był użytkowany bardzo krótko. Nie jest wykluczone, że służył on za więzienie dla wielmożów i wszelkie informacje o nim były utajnione; lub też był siedzibą rycerzy-rabusiów. Jedyna wzmianka historyczna pochodzi z rejestrów częstochowskich, gdzie jest mowa o tym, iż w Ostrężniku stoi rudera wieży czy zamku. Nie wiadomo w jakich okolicznościach i kiedy zamek uległ zniszczeniu.

## Architektura
Zachowane resztki pozwalają przypuszczać, że obiekt składał się kiedyś z zamku górnego i dolnego, z dwoma podzamczami i otoczony był głęboką fosą. Zamek dolny otaczał kamienny mur oraz wały z palisadą, które oddzielały poszczególne podzamcza. 
Położony na wapiennej skale zamek górny miał regularne założenie o powierzchni około 1200 m². W północno-zachodniej części dziedzińca mieścił się budynek mieszkalny wzniesiony na planie prostokąta. Od południa stała wysunięta przed linię murów czworoboczna baszta. Mury miały 144 m długości i ok. 2 m grubości. Skała, na której wznosił się zamek górny jest stroma i niedostępna od północy i od zachodu. Od strony południowej oraz wschodniej jest łagodniejsza i tam rozwinęło się podzamcze. Pełniło ono funkcję gospodarczą i zajmowało powierzchnię około 2000 m² (niektóre źródła mówią nawet o ok. 7000 m²).

## Stan obecny
Obecnie jedyne, co pozostało z warowni, to skała, na której był zbudowany zamek górny, oraz fragmenty wałów i murów o wysokości nie przekraczającej jednego metra. Ich pozostałości to najprawdopodobniej resztki wieży obronnej, budynku mieszkalnego i wieży bramnej. Widoczne są również otaczające podzamcze ziemne wały. 
Teren ruin porośnięty jest lasem. W skale, na której wzniesiono warownię, znajduje się Jaskinia Ostrężnicka z korytarzami o długości ok. 90 metrów, która jest obiektem wycieczek speleologów.

## Legendy
Legenda głosi, że zamek zamieszkiwali rycerze-rozbójnicy i w nim przechowywali skarby zdobyte w czasie łupieskich wypraw, zaś Ostrężnik miał być jakoby połączony podziemnym przejściem aż z odległym zamkiem olsztyńskim. Inna legenda głosi, że rabusie wraz ze swoimi łupami zostali zasypani we wspomnianej Jaskini Ostrężnickiej. Jeszcze inne podanie związane jest z powstaniem styczniowym 1863 r. W dniu 9 lipca ok. 10 km na pn.-wsch. od Ostrężnika miała miejsce bitwa między powstańcami a wojskiem rosyjskim (tzw. Bitwa pod Śmiertnym Dębem). Po porażce powstańcy mieli ukryć w zamku w Ostrężniku dokumenty oddziału i powstańczą kasę.